# Apokryfe skrifter
Apokryfe skrifter er skrifter, der af religiøse autoriteter ikke regnes for at være guddommeligt inspirerede eller som på anden måde er draget i tvivl og ikke regnes som kanoniske, dvs. ikke autoritative.
Der er i den kristne tradition tre overordnede grupper af apokryfe skrifter:
- De Deuterokanoniske Bøger kaldes også de Gammeltestamentlige Apokryfer og anerkendes som del af Bibelen af de ortodokse kirker og den romersk-katolske kirke, men ikke af de protestantiske kirker. I lutherske og anglikanske bibler har man dog traditionelt medtaget dem i en egen sektion mellem Det Gamle Testamente og Det Nye Testamente, idet de (bl.a. af Luther) blev anset for at være gode og opbyggelige at læse, selv om de ikke stod på lige fod med de kanoniske skrifter.
- De Gammeltestamentlige Pseudepigrafer regnes som hovedregel ikke for en del af Bibelen, men er nært beslægtede med disse i temaer og indhold og kan derfor være nyttig læsning til forståelse og fortolkning af de kanoniske skrifter. Herunder henregnes dog normalt også Første Enoksbog, selv om den regnes for kanonisk af Den ætiopisk-ortodokse kirke.
- De Nytestamentlige apokryfer omhandler nytestamentlige skikkelser og regnes tilsvarende heller ikke som del af Bibelen.

Når der skelnes skarpt mellem kanoniske og apokryfe skrifter, indebærer det, at kun de kanoniske anses for "inspirerede" og derfor normgivende for troslæren. At et skrift er kanonisk, garanterer ikke at dets indhold er historisk; ej heller behøver et apokryft skrift at være uden historisk kildeværdi.
Helt uden for opdelingen i kanoniske og apokryfe skrifter falder Mormons Bog.

## Gammeltestamentlige apokryfer
Disse bøger kom ikke med i Den hebraiske bibels kanon, Tanakh, men kom med i Septuaginta (LXX) og dermed i Vulgata, den latinske oversættelse af Bibelen:
- Jeremias' Brev, fra ca. 300 f.Kr – Formaningstale (fiktivt brev)
- Siraks Bog, fra ca. 190 f.kr. – Visdomslitteratur
- Tobits Bog, fra ca. 180 f.Kr – Historienovelle
- Tillæg til Daniels Bog, fra 165-100 f.Kr – Tre historienoveller (Azarjas bøn, Susanna, Bel og dragen i Babylon)
- Judits Bog, fra ca. 150 f.Kr – Historienovelle
- Tredje Ezras Bog, 150-100 f.Kr – Historienovelle: materiale fra Esra og Nehemia bøger + uafhængigt stof
- Første Makkabæerbog, 150-100 f.Kr – Historieværk over makkabæertiden
- Græske Esters Bog, 10-50 f.Kr – Revision af Esters bog
- Anden Makkabæerbog, 110-70 f.Kr – Historieværk
- Visdommens Bog, 100-30 f.Kr. Visdomslitteratur
- Første Baruks Bog, 100 f.Kr – 100 e. Kr – Formaningstale/Visdomslitteratur
- Manasses Bøn

## Nytestamentlige apokryfer (et udvalg)
Skrifter der ikke kom med i Det Nye Testamentes kanon:
- Bartholomæusevangeliet
- Filipsevangeliet
- Jakobs Forevangelium
- Det apokryfe Johannesevangelium
- Maria Magdalenas evangelium
- Nikodemusevangeliet
- Petersevangeliet
- Sandhedens Evangelium
- Thomas' Barndomsevangelium
- Thomasevangeliet
- Første og Anden Clemensbrev
- Ignatiosbrevene
- Polykarps brev
- Barnabasbrevet
- Hermas' Hyrdebog
- De Tolv Apostles Lære

## Ekstern henvisning
- Bibelen – Det Danske Bibelselskab
- "Apokryfer". Store norske leksikon

| Kristendom | Spire Denne artikel om kristendom er en spire som bør udbygges. Du er velkommen til at hjælpe Wikipedia ved at udvide den. |